# الووی
الووی (به انگلیسی: Alloway) یک روستا در بریتانیا است که در ایرشر جنوبی واقع شده‌است. الووی ۴٬۲۴۵ نفر جمعیت دارد.